# Bibliothèque de l'Académie des sciences de Russie
La Bibliothèque de l'Académie des sciences de Russie (Библиотека Российской академии наук) est une bibliothèque d'État, la deuxième de Russie et la neuvième du monde, située à Saint-Pétersbourg, à l'île Vassilievski. Elle conserve 26,5 millions d'unités et 9 millions de livres. Sa directrice depuis 2021 est Mme Olga Svkortsova.

## Historique
La Bibliothèque de l'Académie est fondée par un décret de Pierre le Grand en septembre 1714 en tant que première bibliothèque nationale, à partir des fonds de la bibliothèque du Kremlin de Moscou, de la collection privée de l'empereur du palais d'Été, et d'autres bibliothèques importantes comme celle des ducs de Holstein-Gottorp et des ducs de Courlande. Denis Diderot en fait mention dans son article de l'Encyclopédie en 1751. Au cours du XVIIIe siècle, la Bibliothèque s'enrichit des collections du prince Tatichtchev et d'autres et plus tard de celle des savants Izmaïl Sveznevski (1812-1880), Alexandre Iatsimirski (1873-1925), etc. ou du marchand Fiodor Pliouchkine (1837-1911), une des collections de manuscrits les plus importantes de son époque.

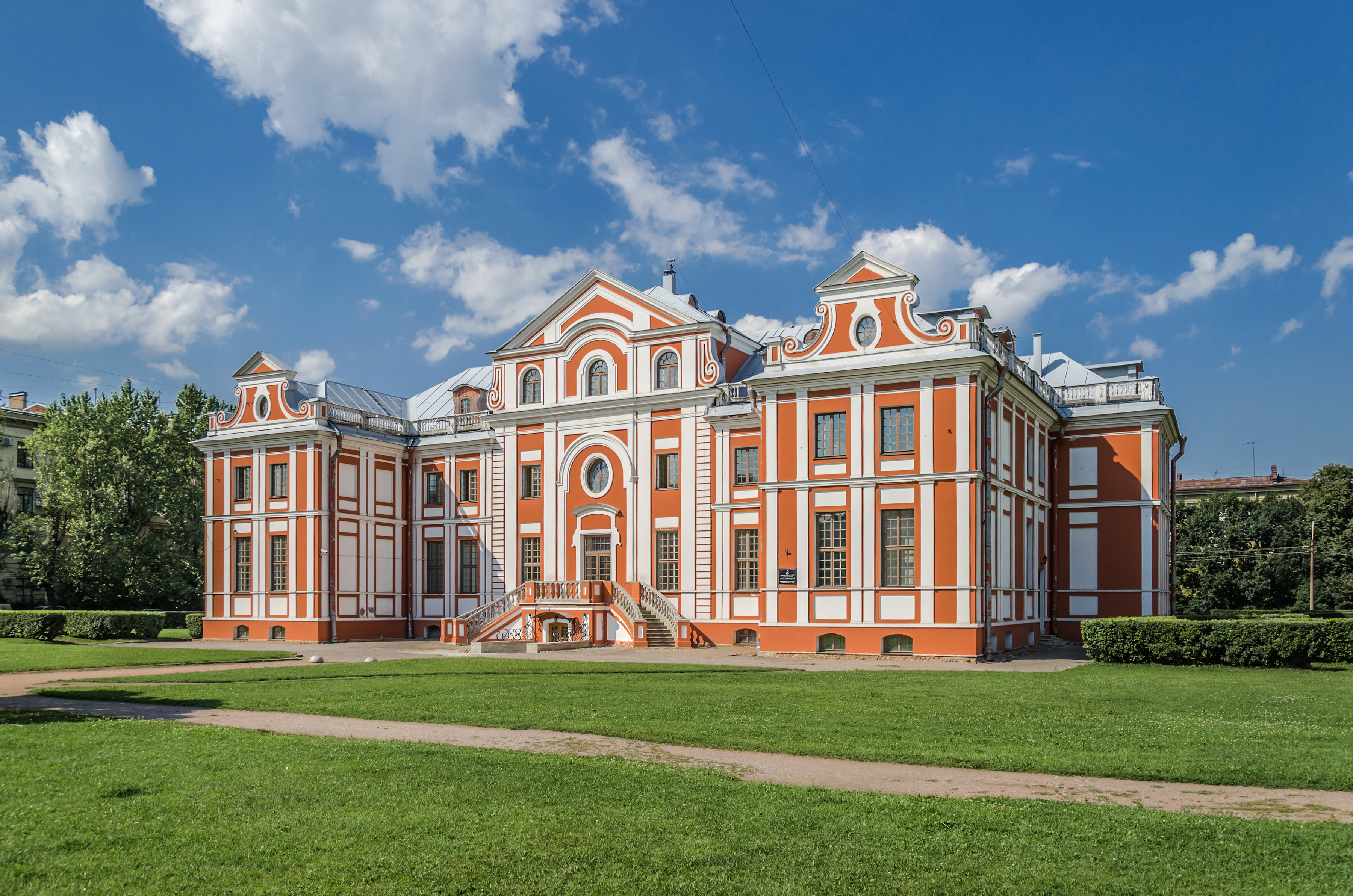
Vue du palais Kikine

La Bibliothèque est installée en 1718 au palais Kikine (ou salles Kikine) qui abrite également des pièces de collection de la Kunstkamera (cabinet de curiosités) de Pierre le Grand, puis au nouveau bâtiment de la Kunstkamera actuelle, à partir de 1728. Un incendie détruit une partie de la collection en janvier 1901 (1 500 volumes rares), si bien qu'il est décidé de la construction d'un nouveau bâtiment. La nouvelle bibliothèque est construite de 1910 à 1914, mais à cause du déclenchement de la Première Guerre mondiale, elle est destinée au ministère de la Guerre qui y installe un hôpital.
La Bibliothèque de l'Académie ne s'y installe qu'en 1925.
Un incendie a lieu dans la nuit du 14 au 15 février 1988 qui démarre au département des journaux situé au deuxième étage. Le département des manuscrits et des livres rares n'est pas atteint, mais celui des livres du XVIIe siècle et des livres scientifiques du début du XXe siècle, ainsi que le département de littérature étrangère et le tiers des journaux sont majoritairement détruits, ce qui représente Modèle:Formantum:400000 volumes anéantis, 6 millions de volumes abimés par l'eau. C'est l'incendie le plus important du monde en ce qui concerne une bibliothèque. Il faut dix ans pour restaurer près de 900 000 volumes.

## Collections
Parmi les volumes les plus rares, l'on peut distinguer la chronique d'Hypatius qui date de 1425 environ, ou la chronique Radziwill du XVe siècle.
Comme toute bibliothèque nationale, celle-ci conserve en dépôt légal chaque exemplaire édité en Russie.

## Directeurs
- Robert Areskine (Erskine), 1714-1718
- Laurentius Blümentrost, 1718-1724
- Johann Daniel Schumacher, 1724-1761
- Johann Caspar Taubert, 1761-1771
- Semion Kirillovitch Kotelnikov, 1771-1797
- I. Busse, 1797-1799
- Friedrich Theodor von Schubert, 1800-1818

Ensuite la Bibliothèque est partagé en deux départements, le département russe et le département étranger:
Directeurs du département russe:
- Piotr Sokolov, 1819-1835
- Iakov Berednikov, 1835-1855
- Mikhaïl Korkounov, 1855-1858
- Ernst Eduard Kunik, 1858-1899
- Alexeï Chakhmatov, 1900-1920

Directeurs du département étranger:
- Christian Martin Frähn, 1819-1828
- W. Ertel, 1828-1833
- Andreas Johan Sjögren, 1833-1835
- Karl Ernst von Baer, 1835-1862
- Franz Anton Schiefner, 1862-1870
- Alexander Strauch, 1879-1891
- Carl Salemann, 1891-1916

La direction est réunifiée en 1920:
- Nikolaï Nikolski, 1920-1925
- Sergueï Platonov, 1925-octobre 1928
- Sergueï Jebelov, octobre 1928-printemps 1929
- Sergueï Rojdetsvenski, printemps-octobre 1929
- Innokenti Iakovkine, octobre 1929-novembre 1949
- D.V. Lebedev, mai-novembre 1949 (par intérim)
- Dmitri Nalivkine, 1949-1952
- Gleb Tchebotariov, 1952-1960
- F.M. Filippov, 1960-1967
- A.A. Moïsseïeva, 1968-1970
- D.V. Ter-Avanessian, 1970-1979
- Vladimir Filov, 1980-1988
- Valery Leonov, 1989-2016
- Irina Beliaïeva, 2016-2021
- Olga Svkortsova, 2021 à ce jour

## Source
- (ru) Cet article est partiellement ou en totalité issu de l’article de Wikipédia en russe intitulé « Библиотека Российской академии наук » (voir la liste des auteurs).